# Oddo Casagrandi
Oddo Casagrandi (Lugo, 6 settembre 1872 – Milano, 8 gennaio 1943) è stato un medico italiano.
Insegnò nelle università di Cagliari (1904-1915), della quale fu il rettore, e Padova (1915-1943).
Fu esperto virologo e si prodigò nella ricerca sul vaiolo.
Massone, membro del Grande Oriente d'Italia, fu presidente di un Capitolo del Rito scozzese antico ed accettato.  